# Tabanus mularis
Tabanus mularis är en tvåvingeart som beskrevs av Stone 1935. Tabanus mularis ingår i släktet Tabanus och familjen bromsar. Inga underarter finns listade i Catalogue of Life.